# Vitis bashanica
Vitis bashanica är en vinväxtart som beskrevs av P.C. He. Vitis bashanica ingår i släktet vinsläktet, och familjen vinväxter. Inga underarter finns listade i Catalogue of Life.